# Rezerwat przyrody Jezioro Hańcza
Rezerwat przyrody „Jezioro Hańcza” – rezerwat przyrody położony na terenie gminy Przerośl, w powiecie suwalskim, w województwie podlaskim. Jest rezerwatem wodnym objętym ochroną krajobrazową. Leży w granicach Suwalskiego Parku Krajobrazowego, na wysokości 227 m n.p.m.
- Powierzchnia według aktu powołującego: 304,00 ha
- Rok powstania: 1963, powołany Zarządzeniem Ministra Leśnictwa i Przemysłu Drzewnego z 10.05.1963 r. (M.P. z 1963 r. nr 48, poz. 244)
- Rodzaj rezerwatu: wodny
- Przedmiot ochrony: wartości krajobrazowe jeziora Hańcza.

## Walory przyrodnicze
Hańcza to jezioro polodowcowe rynnowe, najgłębsze w Polsce i Europie niżowej (głębokość maksymalna 108,5 m, głębokość średnia 38,7 m, objętość 120,4 mln m³, powierzchnia 304 ha, długość linii brzegowej 11 750 m). Jest jeziorem mezotroficznym, przypominającym jeziora wysokogórskie. Brzegi jeziora otacza wysoka i stroma skarpa. Plaża jeziora pokryta jest rozległym głazowiskiem, powstałym podczas wytapiania zalegającej w rynnie jeziora bryły martwego lodu. Największy z tych głazów – pomnik przyrody, nazywany jest „Kamieniem Granicznym”. Dno jeziora charakteryzuje się stromymi stokami.
Zooplankton jeziora charakteryzuje się występowaniem skandynawsko-bałtyckich gatunków skorupiaków. Spośród ryb występuje tu m.in.: głowacz pręgopłetwy (jedyne miejsce występowania w Polsce niżowej), głowacz białopłetwy, reintrodukowana troć jeziorowa, sielawa, sieja, stynka, okoń, szczupak i inne. 
Brzegi pozbawione są prawie całkowicie roślinności brzegowej. Roślinność zanurzona tworzy rozległe podwodne łąki, w skład których wchodzą gatunki roślin typowych dla wód czystych, przezroczystych i głębokich (ramienica zwyczajna, ramienica szorstka oraz w niewielkich ilościach ramienica szczeciniasta – gatunek jezior górskich, na niżu spotykana tylko w Hańczy).